# Massanella
|  | Per a altres significats, vegeu «Puig de Massanella». |

Maçanella o Massanella és una possessió mallorquina situada en els actuals municipis d'Escorca, Selva i Mancor de la Vall; ocupa més del 50% d'aquest darrer terme municipal, on se situen les cases de la possessió. A l'edat mitjana esdevingué un nucli significatiu de població: el 1358, aportava 18 homes d'armes i a partir de 1392 es fixà que el consell de la Universitat de Selva (terme al qual pertanyia) havia de comptar amb dos representants de Massanella. Tanmateix, el seu desenvolupament urbà es frustrà a causa de l'adquisició sistemàtica de totes les propietats que la conformaven per part de la família Descatlar, que arribaria a acumular 6/5 parts del territori, i així esdevengué una possessió més de l'illa.
Així i tot, la possessió seria posteriorment parcel·lada en grans finques i bona part de les cases de les possessions de cada porció es concentrarien en el mateix punt on se situava el nucli original, conservant així l'aspecte d'un petit llogaret. L'antiga possessió de Massanella actualment està formada per les cases de Massanella, els Rafals, Can Bajoca, Son Abrí, Son Maga, Son Catlar, l'Hort, la Capelleta i Son Picó.